# Религия в Сербии
Сербия — многоконфессиональная страна. Крупнейшим религиозным объединением является Сербская православная церковь. Конституция и законы Сербии гарантируют свободу вероисповедания. Закон 2006 года делит все религиозные организации на две категории: «традиционные церкви и религиозные объединения» (Сербская православная церковь, Римско-католическая церковь, Словацкая евангелическая церковь Аугсбургского вероисповедания в Сербии, Реформатская христианская церковь, Евангелическая христианская церковь, еврейская и исламская религиозные общины) и «конфессиональные объединения» (внесенные в специальный реестр). Разница состоит в том, что традиционные церкви и религиозные объединения в отличие от конфессиональных объединений имеют право на организацию религиозного образования в школах. Кроме того, закон 2006 года запретил регистрацию религиозной организации, если её название идентично названию уже зарегистрированной в реестре религиозной организации или названию той организации, что проходит регистрацию.
| Верующие в Сербии | Верующие в Сербии | Верующие в Сербии | Верующие в Сербии | Верующие в Сербии |
| ----------------- | ----------------- | ----------------- | ----------------- | ----------------- |
| Православные      |                   |                   | 85.0 %            |                   |
| Католики          |                   |                   | 5.5 %             |                   |
| Мусульмане        |                   |                   | 3.2 %             |                   |
| Протестанты       |                   |                   | 1.1 %             |                   |
| Иудеи             |                   |                   | 0.09 %            |                   |
| Другие            |                   |                   | 0.07 %            |                   |

Согласно переписи населения 2002 г., без Косова:
- православных — 6 371 584 чел. (85,0 % населения),
- католиков — 410 976 чел. (5,5 % населения),
- мусульман — 239 658 чел. (3,2 % населения),
- протестантов — 80 837 чел. (1,1 % населения),
- иудеев — 785 чел. (0,09 % населения),
- других конфессий — 530 чел. (0,07 % населения).

По официальным данным свидетелей Иеговы на конец 2009 года, в Сербии (без Косова) проповедует 3871 активный возвещатель, в 2009 году на Вечере Господней присутствовало 8365 человек.
В 2010 году Министерство по делам религий Сербии удовлетворило заявление «Христианской религиозной общины Свидетелей Иеговы» о регистрации и внесло данную организацию в государственный Реестр церквей и религиозных общин. Регистрация вступила в силу с 8 февраля 2010 года.

## Реестр церквей и религиозных общин
Организации, внесённые в реестр:
- Сербская православная церковь
- Римско-католическая церковь
- Словацкая евангелическая церковь а.в. в Сербии
- Реформатская христианская церковь
- Евангелическая христианская церковь а.в.
- Еврейская община
- Исламская община
- Епархии Румынской православной церкви
- Христианская адвентистская церковь
- Евангелическая методистская церковь
- Церковь Иисуса Христа святых последних дней
- Евангельская церковь в Сербии
- Церковь Христовой любви
- Христова духовная церковь
- Союз Христианских Баптистских церквей в Сербии
- Христианская Назарянская религиозная община
- Церковь Божья в Сербии
- Протестантская христианская община в Сербии
- Христова церковь братьев в Республике Сербии
- Свободная церковь Белграда
- Христианская религиозная община Свидетелей Иеговы
- Церковь завета «Сион»
- Уния реформаторских движений адвентистов седьмого дня
- Протестантская евангельская церковь «Духовный центр»

## Галерея

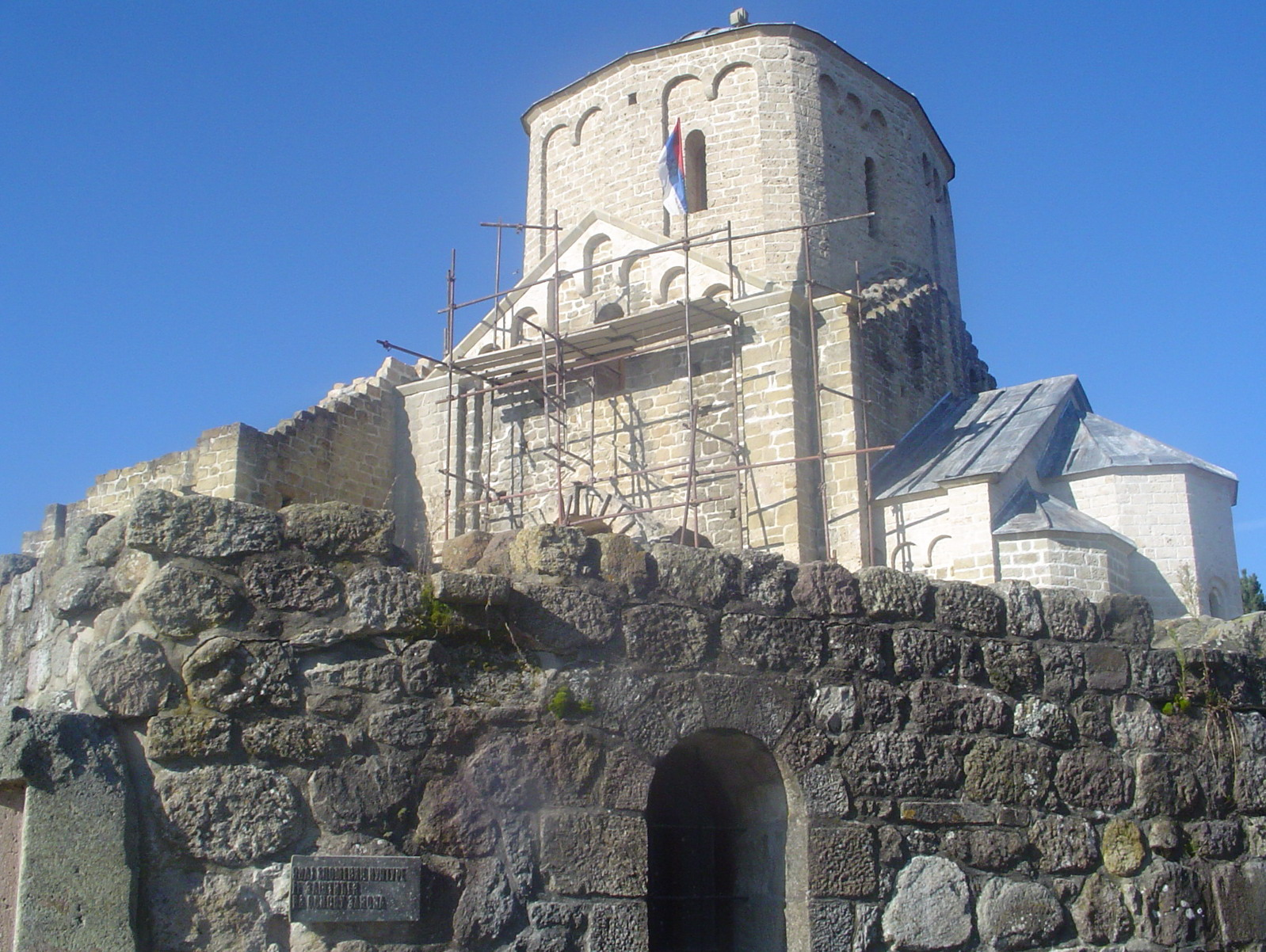
Монастырь Джурджеви-Ступови
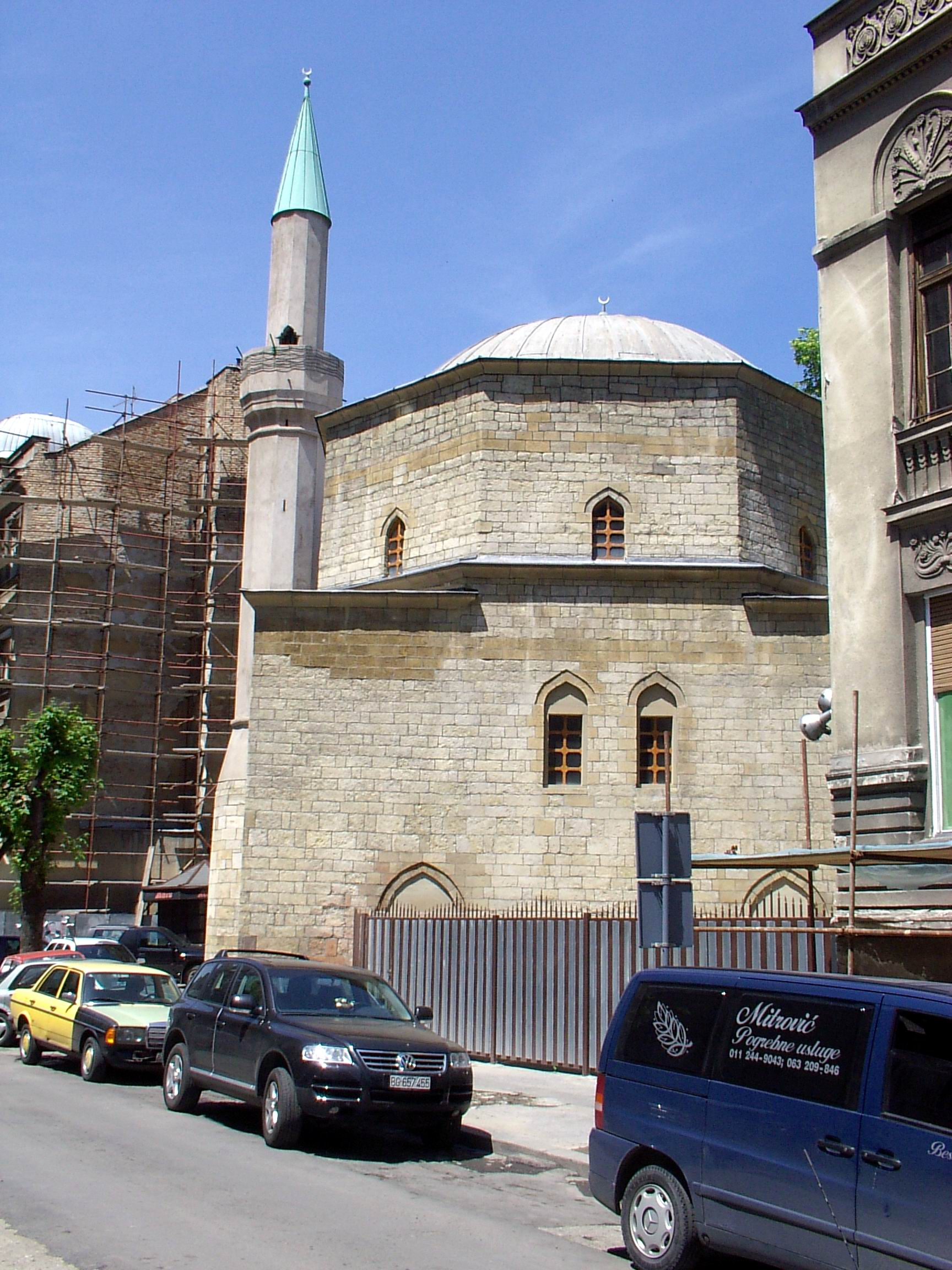
Мечеть Байракли, единственная мечеть в Белграде
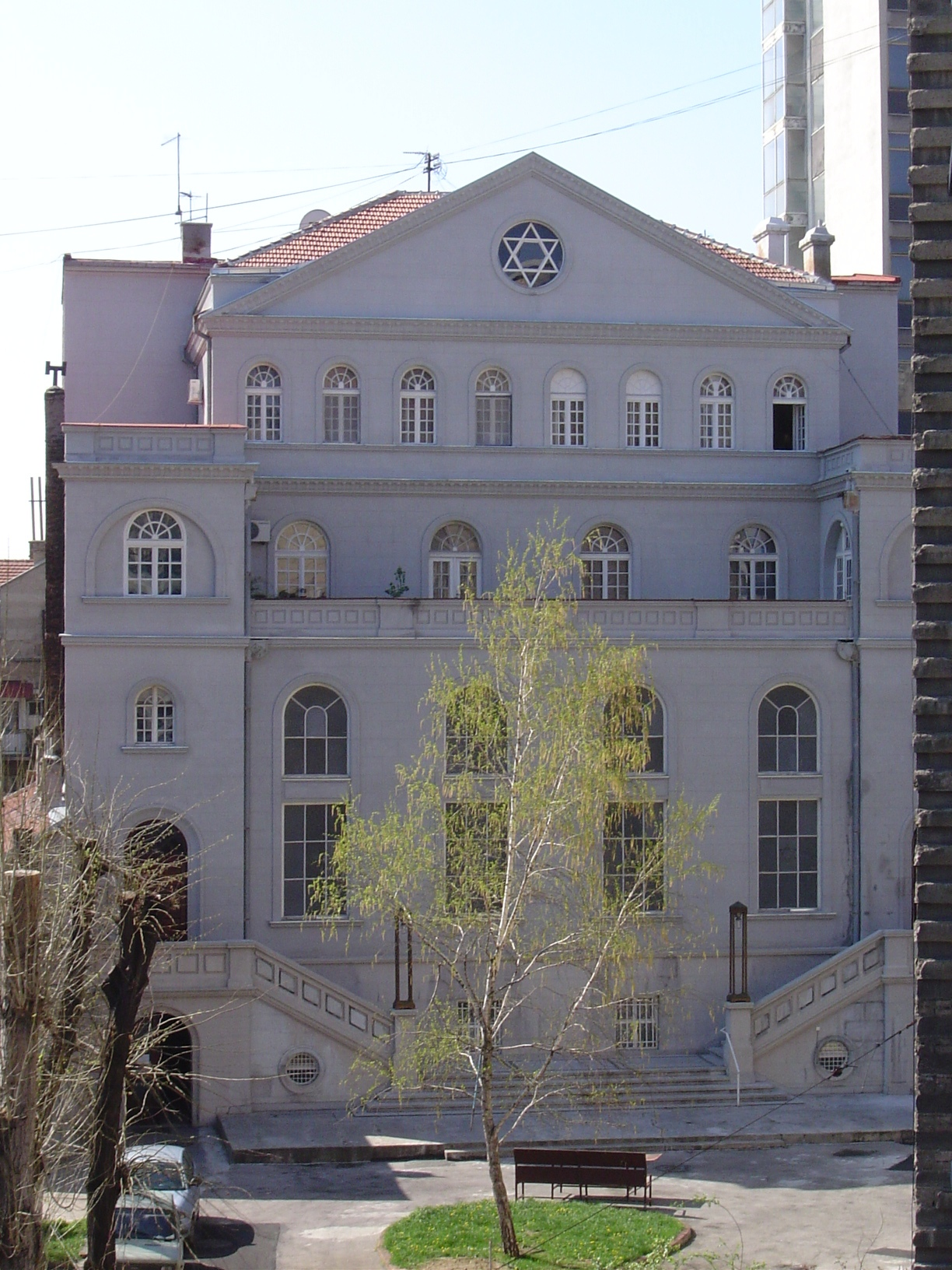
Синагога в Белграде
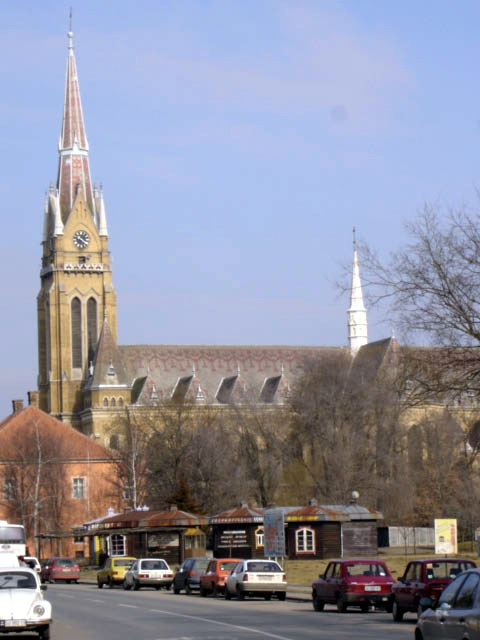
Католический собор в Бачка Топола
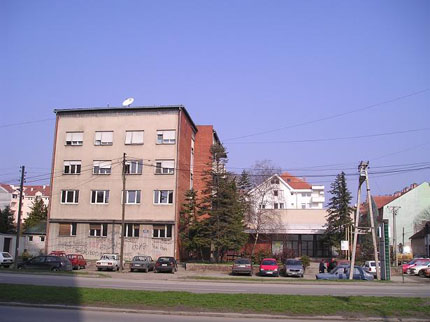
Протестантский колледж в городе Нови-Сад